# Helina scutellata
Helina scutellata este o specie de muște din genul Helina, familia Muscidae, descrisă de Shinonaga în anul 2003. Conform Catalogue of Life specia Helina scutellata nu are subspecii cunoscute.